# Вергай Віталій Миколайович
Віта́лій Микола́йович Вергай (21 листопада 1969, Черкаси, УРСР — 6 лютого 2015, Рідкодуб, Шахтарський район, Донецька область, Україна) — солдат Збройних сил України.

## Короткий життєпис
Закінчив Черкаську школу № 28, вступив до ПТУ на спеціальність бджоляр. Пройшов строкову службу в РА, по тому працював за спеціальністю, їздив у Москву на заробітки.
Під час революції був у черкаській самообороні. Наприкінці серпня 2014-го пішов добровольцем. Старший розвідник, 128-ма окрема гірсько-піхотна бригада.
6 лютого 2015-го загинув у бою з терористами від розриву міни, захищаючи опорний пункт поблизу села Рідкодуб Шахтарського району.
Вдома залишилися дружина, дві доньки син та онука. Похований у селі Благодатне (на той час Чапаєвка) поряд із маминою могилою.

## Нагороди

Пам'ятна дошка на фасаді рідної школи

За особисту мужність і героїзм, виявлені у захисті державного суверенітету та територіальної цілісності України, вірність військовій присязі під час російсько-української війни нагороджений орденом «За мужність» III ступеня (26.2.2015, посмертно).
17 листопада 2016 року — нагороджений відзнакою «Почесний громадянин міста Черкаси».
На честь Віталія Вергая названо вулицю в Південно-Західному мікрорайоні Черкас.